# Ekkehard Geib

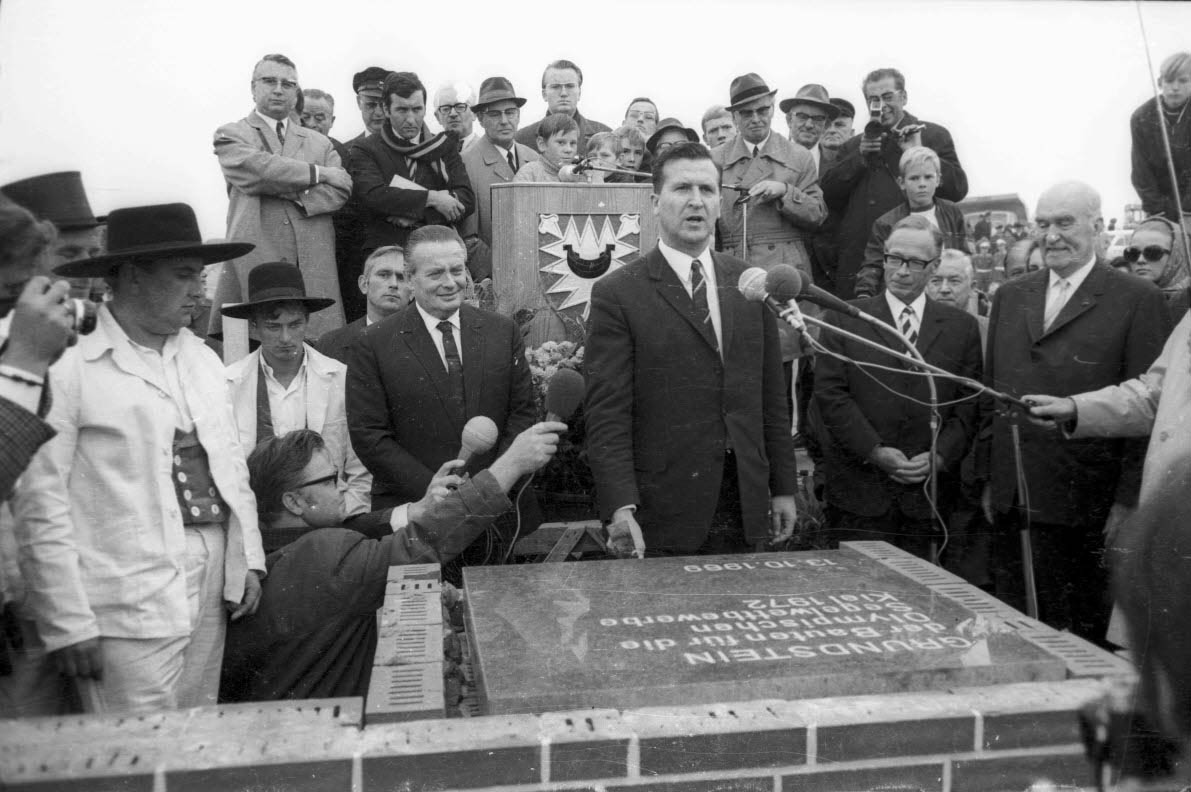
Ekkehard Geib (2. v. re.)

Ekkehard Fritz Georg Geib (* 21. November 1909 in Steglitz bei Berlin; † 27. Mai 1999 in Raisdorf) war ein deutscher Verwaltungsjurist, Landrat in den besetzten Gebieten, Staatssekretär des Landes Schleswig-Holstein und ein Mitglied der NSDAP.

## Leben
Geib studierte nach dem Besuch des Realgymnasiums Rechtswissenschaften in Kiel, Berlin und Paris. Er wurde 1932 an der Universität zu Kiel zum Dr. jur. promoviert mit der Dissertation Das Verhältnis der Völkerbundssatzung zum Kelloggpakt. Er trat in den Staatsdienst ein und war ab 1932 Gerichtsreferendar am Amtsgericht Bad Bramstedt und später an den Landgerichten Flensburg und Berlin. In dieser Zeit wurde er am 1. Juli 1933 Oberscharführer in der SS. Ein Jahr später trat er dem Nationalsozialistischen Kraftfahrkorps (NSKK) bei.
Vom Gerichtswesen kommend wechselte Geib zum Landratsamt Plön, wo seine Ernennung zum Regierungsreferendar erfolgte. Mit dem Wechsel zum Landratsamt Oppeln erfolgte im Juli 1936 seine Beförderung zum Regierungsassessor. In seiner Zeit in Oppeln wurde Geib im NSKK Verkehrsreferent der Motorstandarte 117.
Am 27. Mai 1936 legte er die große juristische Staatsprüfung ab.
Nachdem Geib nach der ersten Lockerung der Mitglieder-Aufnahmesperre zum 1. Mai 1937 der Nationalsozialistischen Deutsche Arbeiterpartei (Mitgliedsnummer 4.077.880) beigetreten war, erfolgte im August 1937 sein Wechsel als Regierungsassessor an die Regierung in Liegnitz. Daneben war er in Liegnitz in der NSKK Sturmreferent des Sturmes I M 21.
Nach der aufgrund des Münchner Abkommens erfolgten Besetzung der Grenzgebiete der Tschechoslowakei durch das Deutsche Reich und der Bildung des Reichsgaus Sudetenland wurde er im Mai 1939 zunächst kommissarisch als Landrat im Landkreis Sternberg (Mähren) eingesetzt. In dieser Zeit erfolgte im Oktober 1939 seine Beförderung zum Regierungsrat (Deutschland). Von Oktober bis Dezember 1939 wurde Geib als kommissarischer Landrat im deutsch besetzten Pińczów in Polen und dem dort gebildeten Generalgouvernement für die besetzten polnischen Gebiete eingesetzt. Nach Tätigkeit für die Regierung Troppau erfolgte noch im Dezember 1939 seine Berufung zum kommissarischen Landrat des Landkreises Bärn. Gleichzeitig war er für die NSDAP ab Januar 1940 Wirtschaftsberater im Landkreis Bärn. In Bärn wurde er zum 1. März 1941 definitiv als Landrat einsetzt. Am 14. November 1942 wurde Geib als Landrat in den Landkreis Falkenau an der Eger versetzt. Dort erhielt er im August 1944 eine Einberufung zum Kriegsdienst bei der deutschen Wehrmacht.
In der Zeit des Nationalsozialismus war Geib außerdem Mitglied des Nationalsozialistischen Fliegerkorps (NSFK) und der Nationalsozialistischen Volkswohlfahrt.
Nach dem Zweiten Krieg arbeitete er zunächst als Prokurist in der freien Wirtschaft. 1949 wechselte er als Referent in das Kultusministerium und ab 1956 in das Innenministerium des Landes Schleswig-Holstein.
Geib wirkte von 1962 bis zum Ruhestand 1975 als Ministerialdirektor und Staatssekretär im Finanzministerium des Landes Schleswig-Holstein. An der Christian-Albrechts-Universität zu Kiel hatte er ab 1968 eine Honorarprofessur.

## Auszeichnungen
- Kriegsverdienstkreuz II. Klasse